# Lars Mytting
Lars Mytting, född 1 mars 1968 i Fåvang i Gudbrandsdalen är en norsk författare. Han har skrivit flera romaner men även en fackbok om ved. Myttings roman Svøm med dem som drukner (Simma med de drunknade) tilldelades det norska Bokhandlerprisen 2014. Innan han började skriva böcker jobbade han som journalist.

## Priser och utmärkelser
- 2014 – Bokhandlerprisen
- 2022 – Doblougska priset[4]